# Paseka (okres Olomouc)
Paseka (Duits: Passek) is een Tsjechische gemeente in de regio Olomouc, en maakt deel uit van het district Olomouc. Paseka telt 1194 inwoners (2006).

## Geschiedenis
- 1317 – De eerste schriftelijke vermelding van de gemeente.
- 1961 – De toenmalige gemeente Paseka gaat samen met Mutkov tot de nieuwe gemeente Paseka.
- 1992 – Mutkov scheidt zich af van Paseka en wordt opnieuw een zelfstandige gemeente.[1]

## Aanliggende gemeenten
| Aangrenzende gemeenten | Aangrenzende gemeenten | Aangrenzende gemeenten    | Aangrenzende gemeenten | Aangrenzende gemeenten |
| ---------------------- | ---------------------- | ------------------------- | ---------------------- | ---------------------- |
| Dlouhá Loučka          |                        | Jiříkov (Moravië-Silezië) |                        | Huzová                 |
|                        |                        |                           |                        |                        |
|                        | Mutkov, Šternberk      |                           |                        |                        |
|                        |                        |                           |                        |                        |
| Újezd                  |                        | Mladějovice, Komárov      |                        | Řídeč                  |

Babice · Bělkovice-Lašťany · Bílá Lhota · Bílsko · Blatec · Bohuňovice · Bouzov · Bukovany · Bystročice · Bystrovany · Červenka · Charváty · Cholina · Daskabát · Dlouhá Loučka · Dolany · Doloplazy · Domašov nad Bystřicí · Domašov u Šternberka · Drahanovice · Dub nad Moravou · Dubčany · Grygov · Haňovice · Hlásnice · Hlubočky · Hlušovice · Hněvotín · Hnojice · Horka nad Moravou · Horní Loděnice · Hraničné Petrovice · Huzová · Jívová · Komárov · Kozlov · Kožušany-Tážaly · Krčmaň · Křelov-Břuchotín · Liboš · Lipina · Lipinka · Litovel · Loučany · Loučka · Luběnice · Luká · Lutín · Lužice · Majetín · Medlov ·
Měrotín · Město Libavá · Mladeč · Mladějovice · Moravský Beroun · Mrsklesy · Mutkov · Náklo · Náměšť na Hané · Norberčany · Nová Hradečná · Olbramice · Olomouc · Paseka · Pňovice · Přáslavice · Příkazy · Řídeč · Samotišky · Senice na Hané · Senička · Skrbeň · Slatinice · Slavětín · Štarnov · Štěpánov · Šternberk · Strukov · Střeň · Suchonice · Šumvald · Svésedlice · Těšetice · Tovéř · Troubelice · Tršice · Újezd · Uničov · Ústín · Velká Bystřice · Velký Týnec · Velký Újezd · Věrovany · Vilémov · Vojenský újezd Libavá · Želechovice · Žerotín